# Sichelhenke
Sichelhenke (auch Sichellege oder Sichelhengetse genannt) ist ein Erntefest, das vor allem in Süddeutschland so genannt wurde.

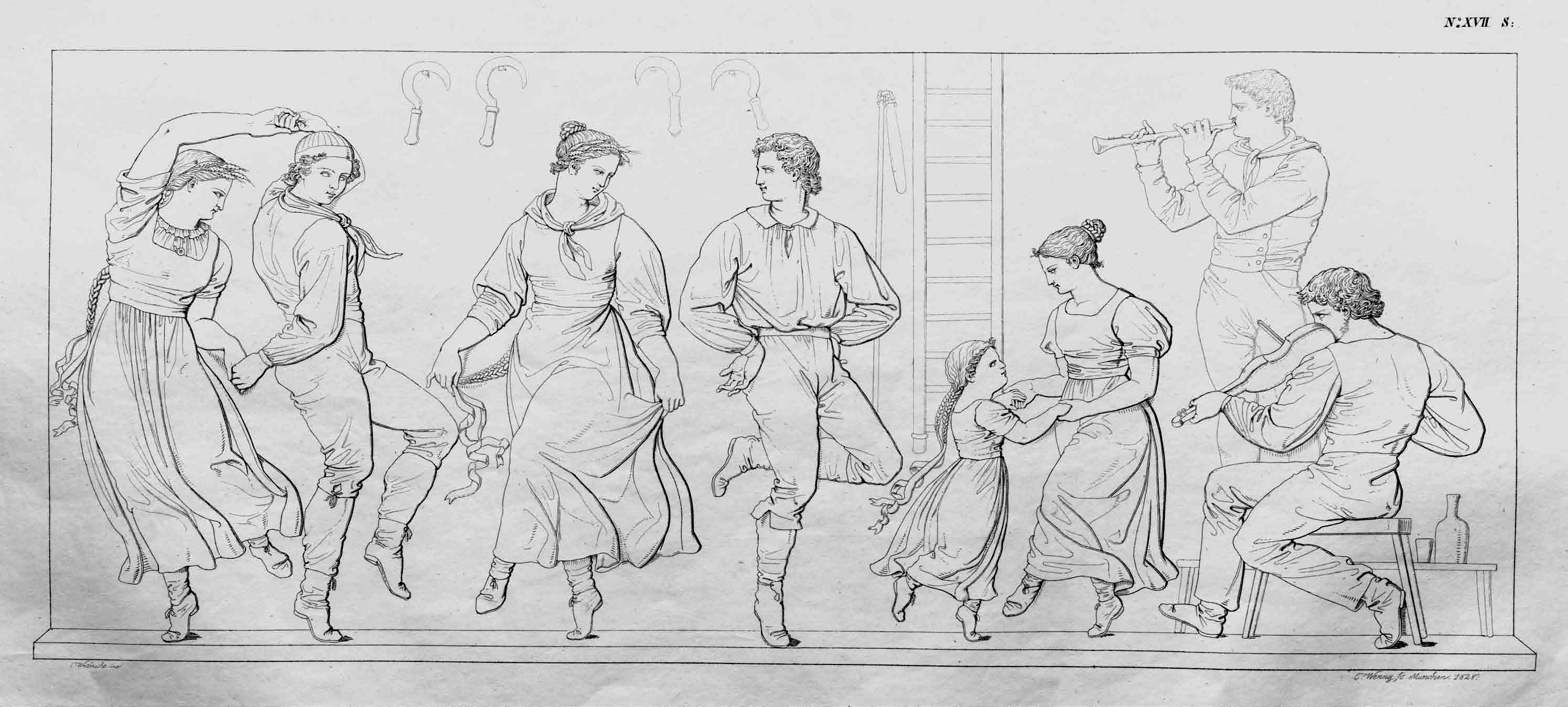
„Sichelhenke“ – Blatt 17, aus dem Vierjahreszeitenfries in der Säulenhalle von Schloss Rosenstein in Stuttgart

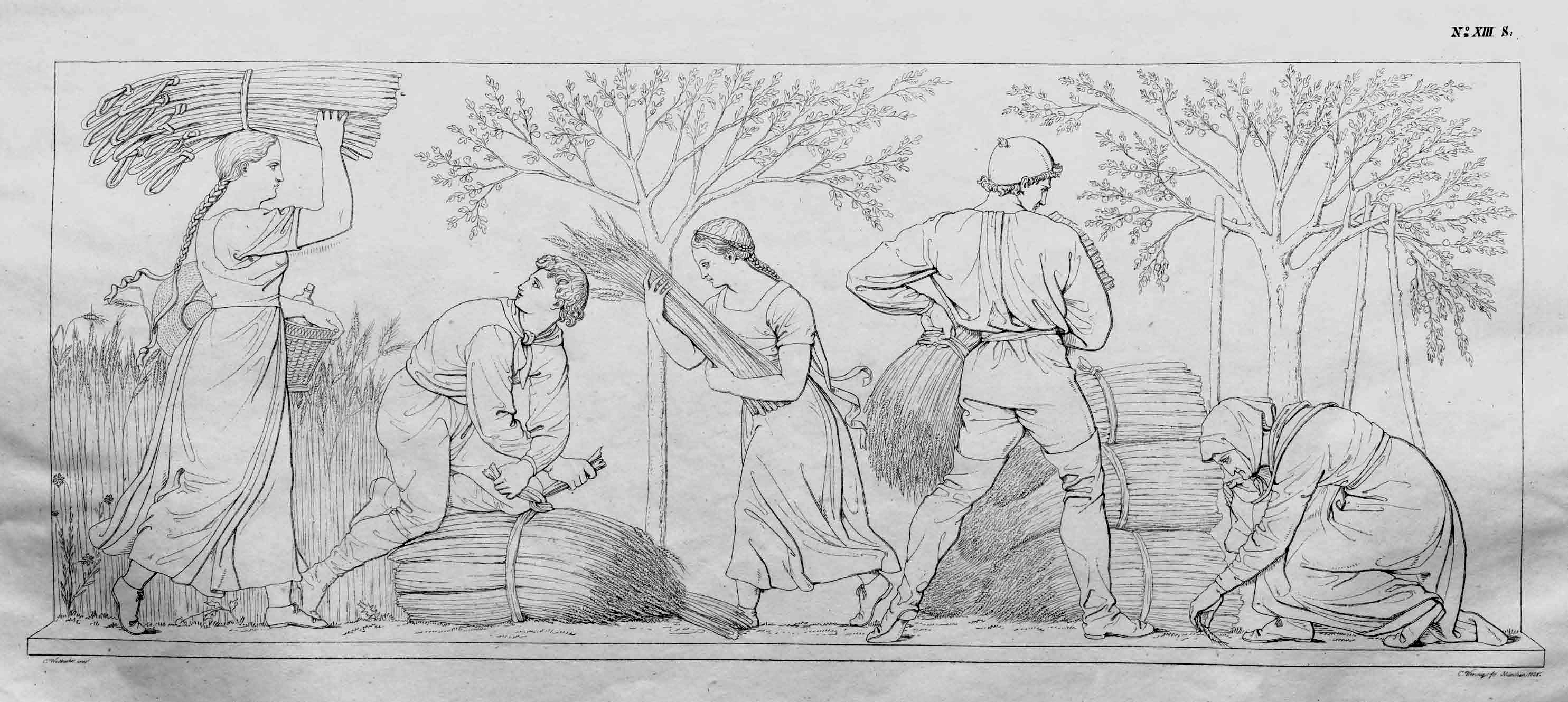
„Garbenbinden“ – Blatt 13, aus dem Vierjahreszeitenfries in der Säulenhalle von Schloss Rosenstein in Stuttgart

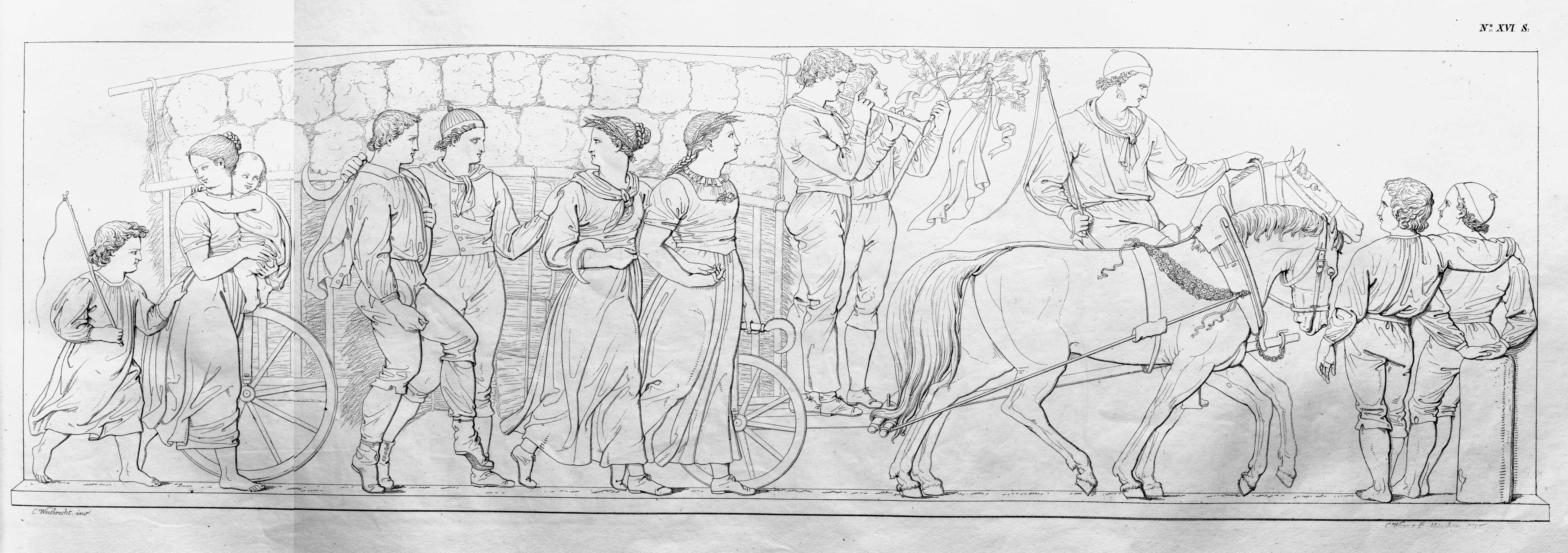
„Der letzte Erntewagen“ – Blatt 16, aus dem Vierjahreszeitenfries in der Säulenhalle von Schloss Rosenstein in Stuttgart

## Erläuterung des Namens
Wenn das letzte Brotgetreidefeld abgeerntet war, schmückten die Bauern den letzten Erntewagen. Auf dem Feld wurde vielfach vom Bauern ein Gebet gesprochen. Dabei legten die Schnitter ihre Sicheln ab – deshalb Sichellege. In der Scheune wurden die Sensen und Sicheln in die Balken gehängt – deshalb Sichelhenke.

## Ablauf

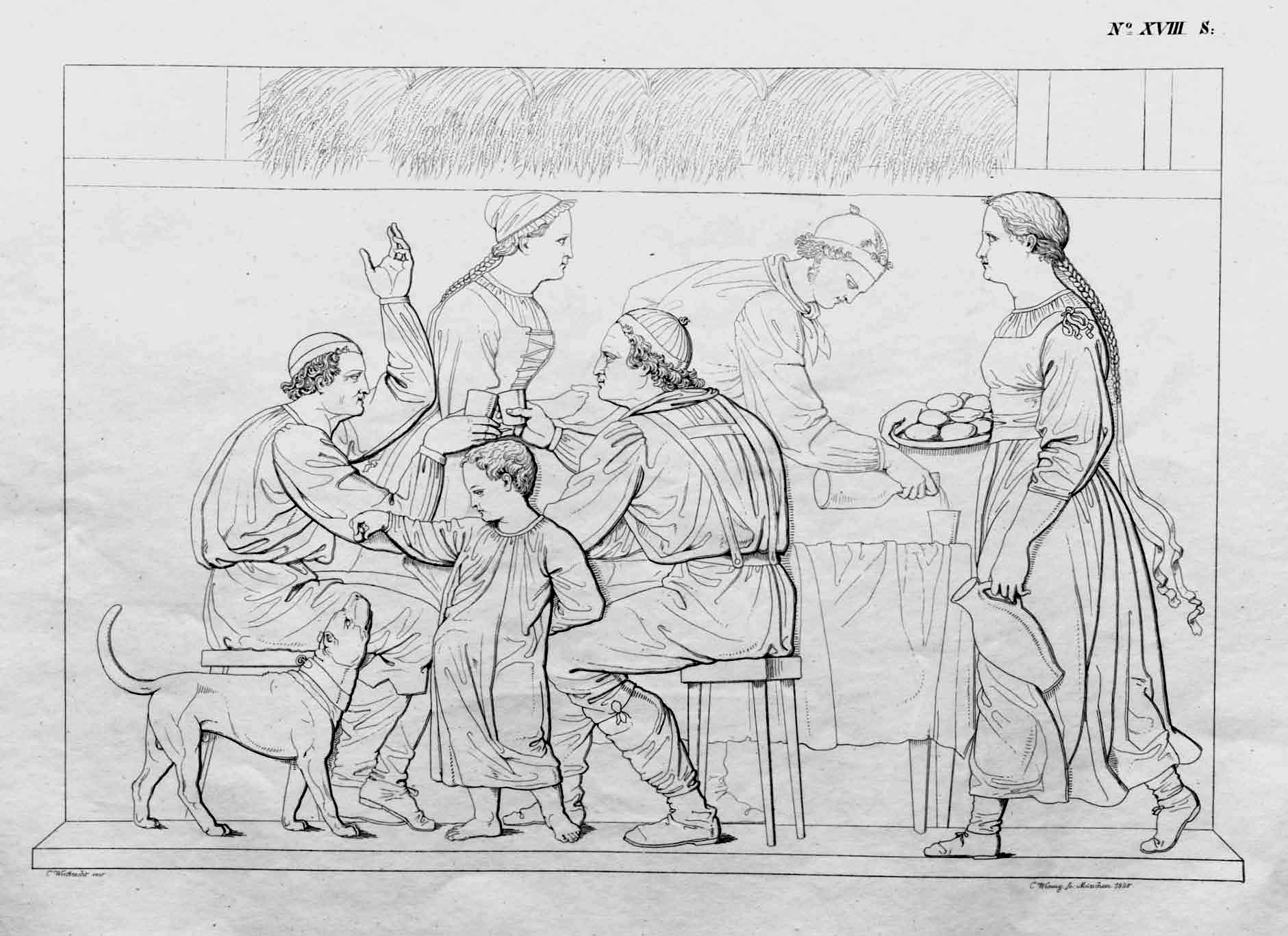
„Ernteschmaus“ – Blatt 18, aus dem Vierjahreszeitenfries in der Säulenhalle von Schloss Rosenstein in Stuttgart

Das Erntefest wurde in ganz Deutschland nach ähnlichem Brauch gefeiert. Im Mittelpunkt stand ein festlicher Schmaus, zu dem der Bauer alle Erntehelfer einlud. Sie konnten sich richtig satt essen, und dann wurde getanzt und bei Bier („Erntebier“) oder Wein ausgelassen gefeiert. Damit bedankten sich die Bauern bei ihren Helfern für die anstrengende Arbeit in den Erntewochen. Dem „Herrn“ wurde eine Erntekrone zum Auftakt des Festes übergeben und ein Spruch dazu gesprochen, der oft auch Anspielungen auf die aktuellen Geschehnisse in den Erntewochen enthielt.

## Geschichte
Aus der uralten Sichelhenke entwickelte sich in christlicher Zeit das Erntedankfest. Traditionell wird es am ersten Sonntag im Oktober mit einem Schmuck des Altars aus Erntegaben gefeiert. In vielen norddeutschen Gemeinden sind das Erntefest und das Erntedankfest zusammengewachsen – und werden dann am selben Tag gefeiert. Dann wird eine Erntekrone zunächst am Altar für den Gottesdienst aufgehängt. Nach dem Gottesdienst tragen meist junge Menschen die Krone aus der Kirche und befestigen sie am ersten Wagen eines Umzugs, der durch das ganze Dorf führt.
Der Brauch des Sichelhenke-Festes ist in vielen Dörfern Süddeutschlands erhalten geblieben und wird von Heimatvereinen – manchmal mit landwirtschaftlichen Messen – gemeinsam begangen.